# Палацова економіка
Палацова економіка або економіка перерозподілу  — це система економічної організації, в якій значна частина багатства потрапляє під контроль централізованої адміністрації, палацу, а звідти — до населення загалом. У свою чергу, населенню може бути дозволено мати власні джерела доходу, але воно значною мірою залежить від багатства, розподіленого палацом. Традиційно це виправдовувалося принципом, що палац був найефективнішим у розподілі багатства на благо суспільства.   Храмова економіка (або економіка храмово-державної системи ) — це схожа концепція.
Концепція економічного розподілу щонайменше така ж давня, як і поява фараонів. Антропологи відзначили багато таких систем, від систем племен, які займалися спільним натуральним господарством різних видів, до складних цивілізацій, таких як Імперія інків, яка розподіляла сегменти економіки за окремими селами. Суть ідеї полягає в тому, що центральна адміністрація планує виробництво, призначає елементи населення для його здійснення, збирає створені таким чином товари та послуги та перерозподіляє їх між виробниками. 
Палацова економіка — це специфічний тип системи розподілу, в якій економічна діяльність цивілізації здійснюється на території або поблизу приміщень центральних адміністративних комплексів, палаців абсолютних монархів або групи жерців у храмових версіях. Функцією палацової адміністрації є постачання виробникам капітальних товарів для виробництва подальших товарів і послуг, які вважаються власністю монарха. Зазвичай це не альтруїстичне починання. Палац насамперед зацікавлений у створенні капіталу, яким потім можна розпоряджатися на розсуд правителя. Деякий капітал може стати товарним капіталом, який можна продати або обміняти з метою отримання прибутку, або деякий капітал може бути реінвестований у подальші центри, включаючи додаткові виробничі потужності, війни (економічна діяльність, від якої очікується отримання прибутку), вигідні союзи, флоти та оволодіння морями.
У стародавніх палацових системах виробники, як правило, були частиною обігового капіталу. Від найвищого до найнижчого рівня вони були пов'язані з палацовою економікою узами примусового рабства або патронажу. Будь-які інвестиції у війну мали принести повернення здобичі та полонених, які ставали частиною фонду палацового комплексу. Палац відповідав за покриття витрат виробників. Він мав забезпечувати їх їжею, одягом та житлом, що часто й робив на місці.

## Походження терміну

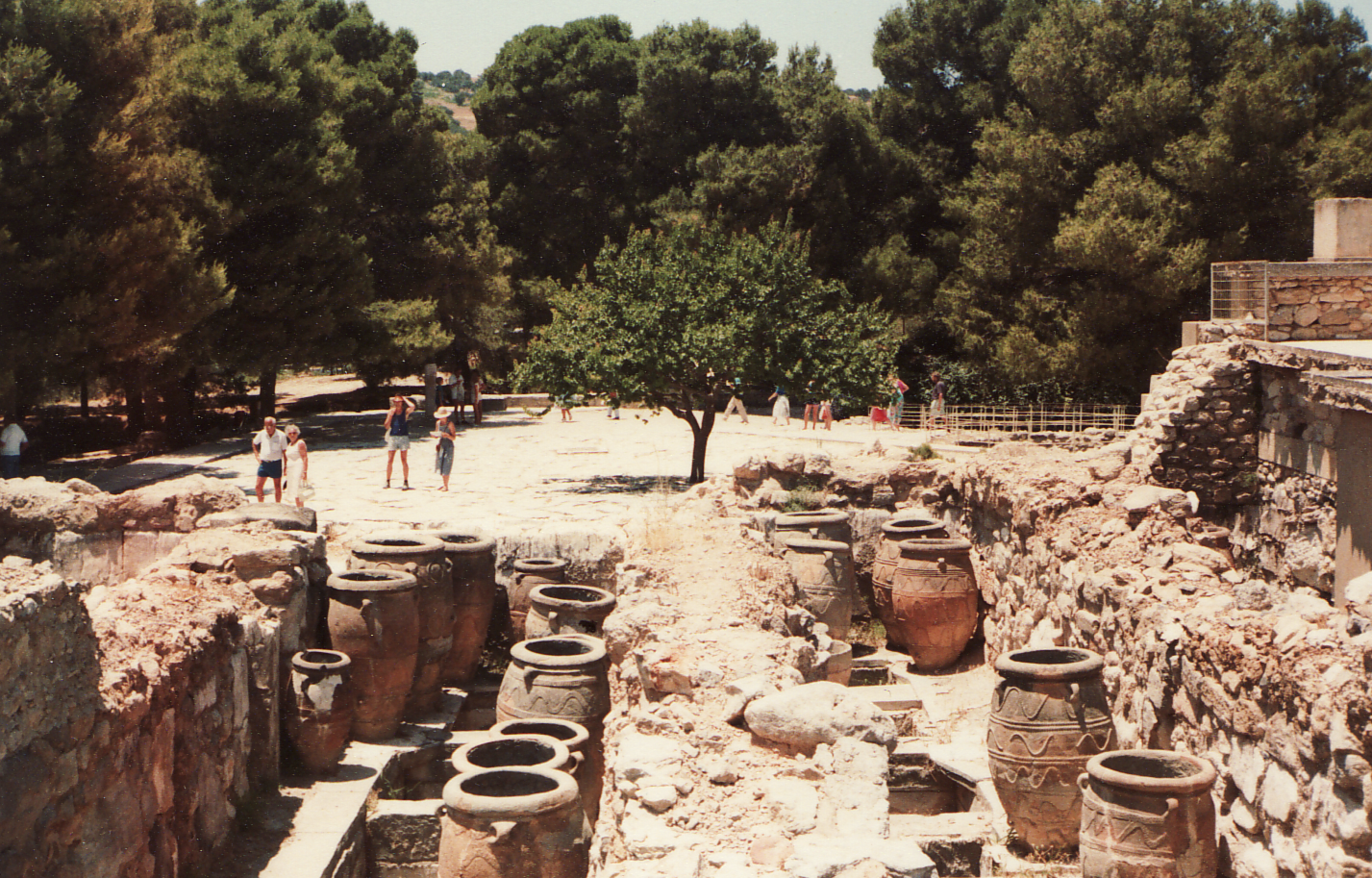
Сховище "журнал" з піфосами, Кносський палац.

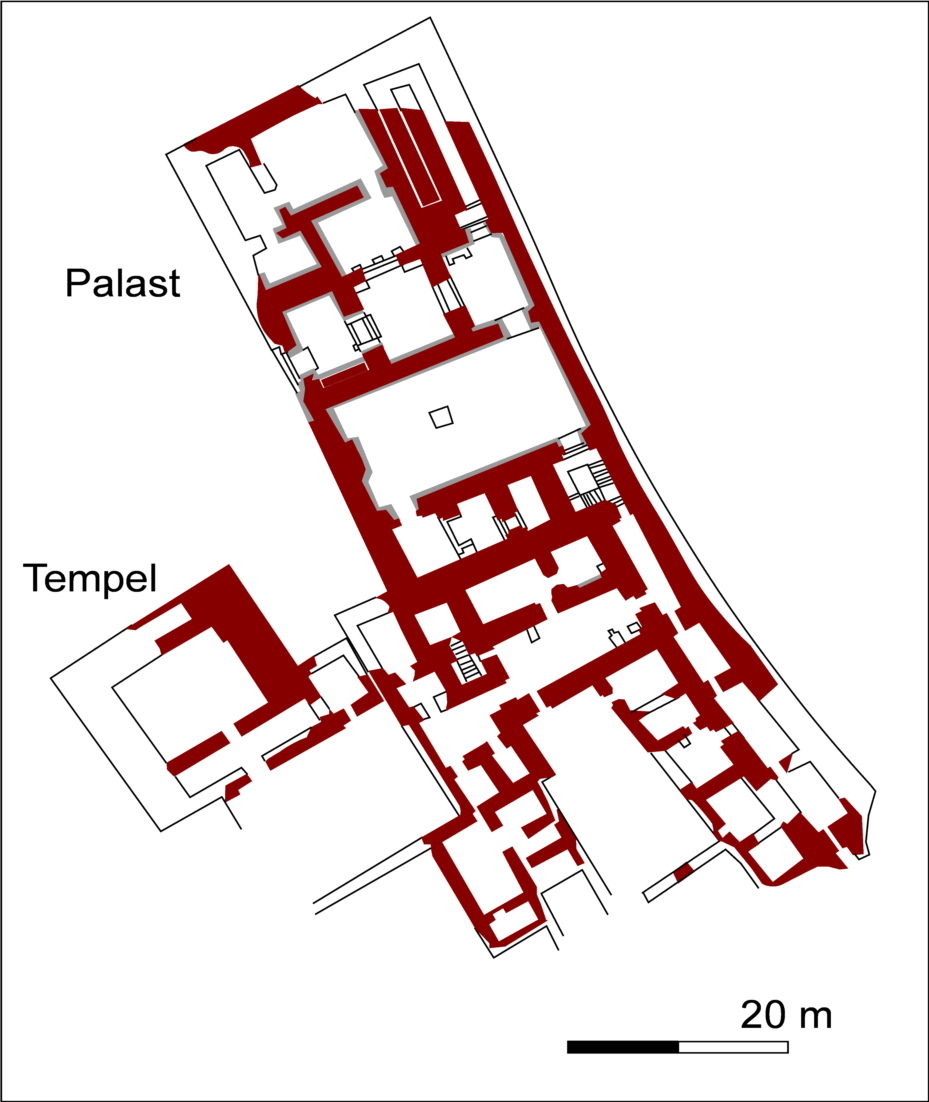
Палац в Алалаху

Нитка, що призвела до сучасного використання цих термінів, виникла з вивчення палаців мінойської та мікенської цивілізацій, які процвітали в пізньому бронзовому віці на Криті та материковій Греції відповідно. Термін «палацова економіка» виник як позначення економічної діяльності окремих палаців, які містили дуже великі площі для зберігання сільськогосподарської продукції. Наприклад, сер Артур Еванс під палацовою економікою мав на увазі економіку Кносського палацу.[джерело?]  Інші наслідували цей приклад, не дослідивши до кінця, що це може бути за економіка.

У 1956 році Вентріс і Чедвік опублікували ідею, яку вони розглядали раніше::
У табличках також немає жодних ознак того, що це щось схоже на валюту. Кожен товар перерахований окремо, і ніколи не існує жодних ознак еквівалентності між однією одиницею та іншою.
Одночасно М. Фінлі помітив свідчення перерозподілу в табличках і намагався зрозуміти, як це могло відбуватися в ті довалютні часи. У «Світі Одіссея» він зазначив, що більша частина розподілу була внутрішньою:
Усі виробничі роботи, посів і збирання врожаю, млинарство і ткацтво, навіть полювання і набіги, хоча і виконувалися окремими особами, виконувалися від імені домогосподарства в цілому ... і з центру вони перерозподілялися ...
Далі Фінлі висунув гіпотезу, що дарування, «основний організуючий механізм серед багатьох примітивних народів», перетворилося на систему обміну, без цін і залежну від ситуативної оцінки обмінювачів:
Акт дарування був ... завжди першою половиною відповідної дії, друга половина якої була зустрічним дарунком.
Спостереження Фінлі були одразу ж і майже повсюдно прийняті, проте за десятиліття, що минули відтоді, з'явилися певні застереження. Мікенські кораблі відправлялися з палацових комплексів, навантажені керамікою, оліями, парфумами та іншими товарами, саме так, ніби це був експорт на продаж, а не дарування.
Як і інші археологи того часу, Вентріс не використовував термін «палацова економіка» для позначення чогось більшого, ніж щоденної економіки палацу, хоча Вентріс і Чедвік зазначали про «подібність у розмірах та організації королівських палаців» Нузі, Алалаха та Угариту.  Так само Фінлі наприкінці 1950-х років не називав свою систему палацовою економікою. Статус цього слова змінився до 1960 року, коли історичні теоретики поєднали їх. 
Хто саме був першим, неясно, але найкращим кандидатом є Карл Поланьї, економічний типолог, на той час наприкінці свого життя і на піку своєї кар'єри. Він підтримав роботу Фінлі і пішов далі. У збірнику 1960 року «Місто непереможне»,, написаному до 1958 року, він згадує Вентріса, який стверджував, що валюта відсутня на табличках: «Майкл Вентріс ... стверджував про відсутність грошей у палацовій економіці мікенської Греції». Сам Вентріс не називав Мікенську Грецію палацовою економікою, що робить перефразування Фінлі раннім прикладом такого використання. Після цього багато теоретиків почали використовувати цей термін. Грем Кларк (1961) писав про «палацову економіку, запозичену з Криту...». Честер Старр (1961) висловився так: «Ремісники і селяни були значною мірою охоплені палацовою економікою під королівським контролем...» Леонард Р. Палмер (1963 згадував про «високоцентралізовану» палацову економіку«» Кносса та Пілоса.

До 1965 року концепція палацової економіки широко застосовувалася до цивілізацій Егейського, Близького та Середнього Сходу пізньої бронзової доби. [Вона настільки прижилася, що згодом її почали застосовувати і до сучасних типів економічних систем. Однак був помітний й відхід від цього. Чедвік, який успадкував роботу і традиції Вентріса, у книзі «Мікенський світ» (1976), зокрема, не згадує про палацову економіку. Натомість він ставить такі питання, як
...не так зрозуміло, наскільки маленьким може бути палац... З палацових споруд можна зробити висновок, що існують адміністративні центри ... кожен центр управління передбачає адміністратора, будь то незалежний монарх, напівавтономний князь чи місцевий барон ...
Це припущення, що модель палацової економіки може бути спрощеною, передвіщало нинішню тенденцію. Галстед підсумовує форум, започаткований Накассісом та іншими, як
Термін «перерозподіл» використовувався в різних значеннях в контексті Егейського бронзового віку і, таким чином, скоріше затемнює, ніж висвітлює появу і функціонування політичної економії.

## Бронзовий вік Середземномор'я та Близького Сходу

### Критська цивілізація

#### Середньомінойський Крит
Ще в середньому бронзовому віці, приблизно в першій половині 2-го тисячоліття до н.е., у східному Середземномор'ї домінувала цивілізація, яку її першовідкривач, сер Артур Еванс, розкопавши Кносський палац, назвав Мінойською, а сам він — Мінойським палацом. Ця цивілізація була морською, її флоти були легендарними, її поселення були переважно прибережними, а її діяльність була переважно мирною. Існують легенди, такі як про Тесея і Мінотавра, які вказують на те, що Крит збирав данину з заморських територій, але його легендарна історія значно відрізняється від воєн і воїнів материка.
Еволюція палацових споруд, якщо це те, чим вони були, почалася на Криті в середньомінойський (ММ) період середньої бронзової доби. Початок того, що Шоу називає «великою трійкою» — Кносс, Фест, Маллія — датується ММІ, але інші почалися в ММІII. Взаємовідносини між усіма заснуваннями залишаються невідомими, але єдиний акт заснування вже не можна виключати.
Тип економічної системи, що переважала на Криті і, ймовірно, скрізь, куди сягав критський вплив, дуже добре задокументований сотнями табличок, знайдених у різних місцях на Криті. Лише стійкий опір писемності, лінійного письма А, розшифруванню заважає прочитати ці документи і засвоїти інформацію, що в них міститься. Отже, про економіку нічого не відомо, окрім того, що можна вивести з археології або зробити висновок, проводячи ризиковані паралелі з інформацією, представленою в документах пізньої бронзової доби, які можна прочитати. Те, що мінойці, як їх назвав Еванс, не знаючи їхнього справжнього імені чи імен, могли мати палацову економіку, є чистим припущенням.

#### Пізньомінойський Крит
Економіка мінойської цивілізації залежала від вирощування пшениці, оливок, винограду та інших продуктів, а також підтримувала кілька галузей промисловості, таких як текстильна, гончарна та металообробна. Деякі з цих виробництв розташовувалися в палацах. Продукція з навколишніх сільськогосподарських угідь збиралася, реєструвалася і зберігалася в палацах, про що свідчить велика кількість знайдених комор і піфоїв (посудин для зберігання). Схоже, що палаци певною мірою контролювали зовнішню торгівлю. Знахідка табличок Ліній А і Ліній Б з переліком товарів в архівних приміщеннях Кносського палацу свідчить про високоорганізовану бюрократію і систему обліку, яка контролювала всі вхідні та вихідні товари.

### Інші поселення
Палацова економіка в Стародавньому Єгипті, Месопотамії, Анатолії та Леванті занепадає наприкінці бронзового віку, на зміну їй приходить примітивна ринкова економіка, очолювана приватними купцями або чиновниками, які володіли приватним бізнесом на стороні]. Останнім оплотом і втіленням палацової системи була Мікенська Греція, яка була повністю зруйнована під час занепаду бронзового віку та наступних грецьких Темних віків.

## Азія
Модель мандали для опису моделей дифузної політичної влади в ранній історії Південно-Східної Азії, запропонована О. В. Волтерсом у 1982 році, не торкається економічних питань. Після місії британського агента Джона Кроуферда до Сіаму в 1822 році його щоденник описує «палацову економіку», яку він пов'язує із зажерливістю. Його місія була затримана в порту Пак Нам, поки він не надав задовільного звіту про подарунки палацу, і закінчилася допитом у найдрібніших деталях щодо подарунка коня, який Кроуферд вважав «лише гарним прикладом нетактовності та хижацтва, які ми згодом визнали такими характерними для сіамського двору та його офіцерів, у кожному питанні подібного характеру».  Ця ситуація поклала початок переходу до ринкової економіки за допомогою Договору Боурінга, укладеного прихильником вільної торгівлі сером Джоном Боурінгом з королем Сіаму Монгкутом, який прагнув модернізувати країну, і підписаного 18 квітня 1855 року.